# Доминион Фиджи
Доминион Фиджи (англ. Dominion of Fiji) — официальное название государства Фиджи в период с октября 1970 года по 6 октября 1987 года. Когда в 1970 году закончилось британское правление, Фиджийские острова получили независимость как доминион, в котором британский монарх, Елизавета II, оставался главой государства в качестве монарха Фиджи, имеющего представителя в регионе — генерал-губернатора. 6 октября 1987 года после двух военных переворотов была провозглашена Республика Фиджи. Елизавета II была смещена с престола (как королева Фиджи).

## История
Должность генерал-губернатора Фиджи занимали:
1. Роберт Сидни Фостер (10 октября 1970 — 13 февраля 1973)
2. Джордж Какобау (13 февраля 1973 — 12 февраля 1983)
3. Пенаиа Нганилау (12 февраля 1983 — 6/15 октября 1987)

Должность премьер-министра Фиджи занимали:
1. Камисесе Мара (10 октября 1970 — 13 апреля 1987)
2. Тимоти Мбвандра (13 апреля 1987 — 14 мая 1987)

Елизавета II посетила Фиджи в 1953, 1963 и в 1970 годах, а после провозглашения независимости в 1973, 1977 и 1982 годах.
После избрания 13 апреля 1987 правительства фиджи-индийцев во главе с коренным фиджийцем, премьер-министром Тимоти Мбавандрой, подполковник Ситивени Рабука совершил первый из двух военных переворотов. Вначале Рамбука выразил лояльность королеве Елизавете II. Однако генерал-губернатор рату Пенаиа Нганилау, стремясь отстоять конституцию Фиджи, отказался присягнуть новому правительстве, возглавляемому Рамбукой, и поэтому последний провозгласил Фиджи республикой 6 октября 1987 года. Это было признано британским правительством 15 октября 1987 года, и Нганилау подал в отставку в тот же день. В письме на имя королевы Елизаветы II он писал:

В качестве Вашего представителя на Фиджи, я хотел бы сказать Вам следующее. Из-за неопределенности политической и конституционной ситуации на Фиджи я решил просить Ваше Величество освободить меня от должности Генерал-губернатора с немедленным вступлением в силу. Я очень сожалею, но мои попытки сохранить конституционное правительство на Фиджи оказались тщетными, и я не вижу альтернативного пути. С глубочайшим уважением, генерал-губернатор Пенаиа Нганилау.Оригинальный текст (англ.)With humble duty, I wish to submit to you the following advice, acting in my capacity as your representative in Fiji. Owing to the uncertainty of the political and constitutional situation in Fiji, I have now made up my mind to request Your Majesty to relieve me of my appointment as Governor-General with immediate effect. This I do with utmost regret, but my endeavours to preserve constitutional government in Fiji have proved in vain, and I can see no alternative way forward. With deepest respect, Penaia Ganilau, Governor-General.

После провозглашения республики, в декабре 1987 года бывший генерал-губернатор Пенаиа Нганилау стал первым президентом Фиджи.